# Eleanor Carey
Eleanor Carey, född 1495, död efter 1528, var en engelsk nunna.
Hon var dotter till sir Thomas Carey av Chilton Foliat och Margaret Spencer; hon var också barnbarnsbarn till Edmund Beaufort, 2:e hertig av Somerset, och därmed brylling till kung Henrik VIII av England. Hon blev liksom sin syster Anne Carey placerad som nunna på Wilton Abbey. 
Efter Cecily Willoughbys död 1528, skulle en ny abbedissa skulle väljas till Wilton Abbey. Eftersom det hade förekommit en hel del skandaler kring Wilton-nunnorna, föreslog Thomas Wolsey Isabel Jourdain som kandidat då hon var "gammal, vis och diskret". Hennes motkandidat var Eleanor Carey, som stöddes av Anne Boleyn (Eleanor var syster till William Carey, som var gift med Annes syster Mary Boleyn). Kungen undersökte saken och upptäckte att Eleanor Carey hade två barn med två olika präster och hade ett förhållande med en tjänare. Anne Boleyn och familjen Carey föreslog då istället Eleanors syster Anne Carey istället, och påpekade att även Isabel Jourdain hade haft sexuellt umgänge. Kungen vägrade samtliga tre kandidater, men Wolsey utnämnde trots detta Isabel Jourdain, vilket var den första stora dispyten mellan kungen och Wolsey. Det är okänt vad som hände med Eleanor Carey efter detta.